# Clackmannan
Clackmannan är en ort i Storbritannien.   Den ligger i kommunen Clackmannanshire och riksdelen Skottland, i den centrala delen av landet, 600 km norr om huvudstaden London. Clackmannan ligger 39 meter över havet och antalet invånare är 3 432.
Terrängen runt Clackmannan är platt söderut, men norrut är den kuperad. Terrängen runt Clackmannan sluttar söderut. Runt Clackmannan är det ganska tätbefolkat, med 134 invånare per kvadratkilometer. Närmaste större samhälle är Alloa, 2,6 km väster om Clackmannan. I omgivningarna runt Clackmannan växer i huvudsak blandskog.